# Agrostis capilaris
Agrostis capilaris é uma espécie de gramínea do gênero Agrostis, pertencente à família Poaceae.